# Młynówka (dopływ Regi)
Młynówka – struga, która oddziela się od rzeki Regi przy południowej granicy Trzebiatowa, a następnie wpada do Regi w północnej części tego miasta. Przepływa przez centrum Trzebiatowa, gdzie jest wykorzystywana do celów energetycznych.

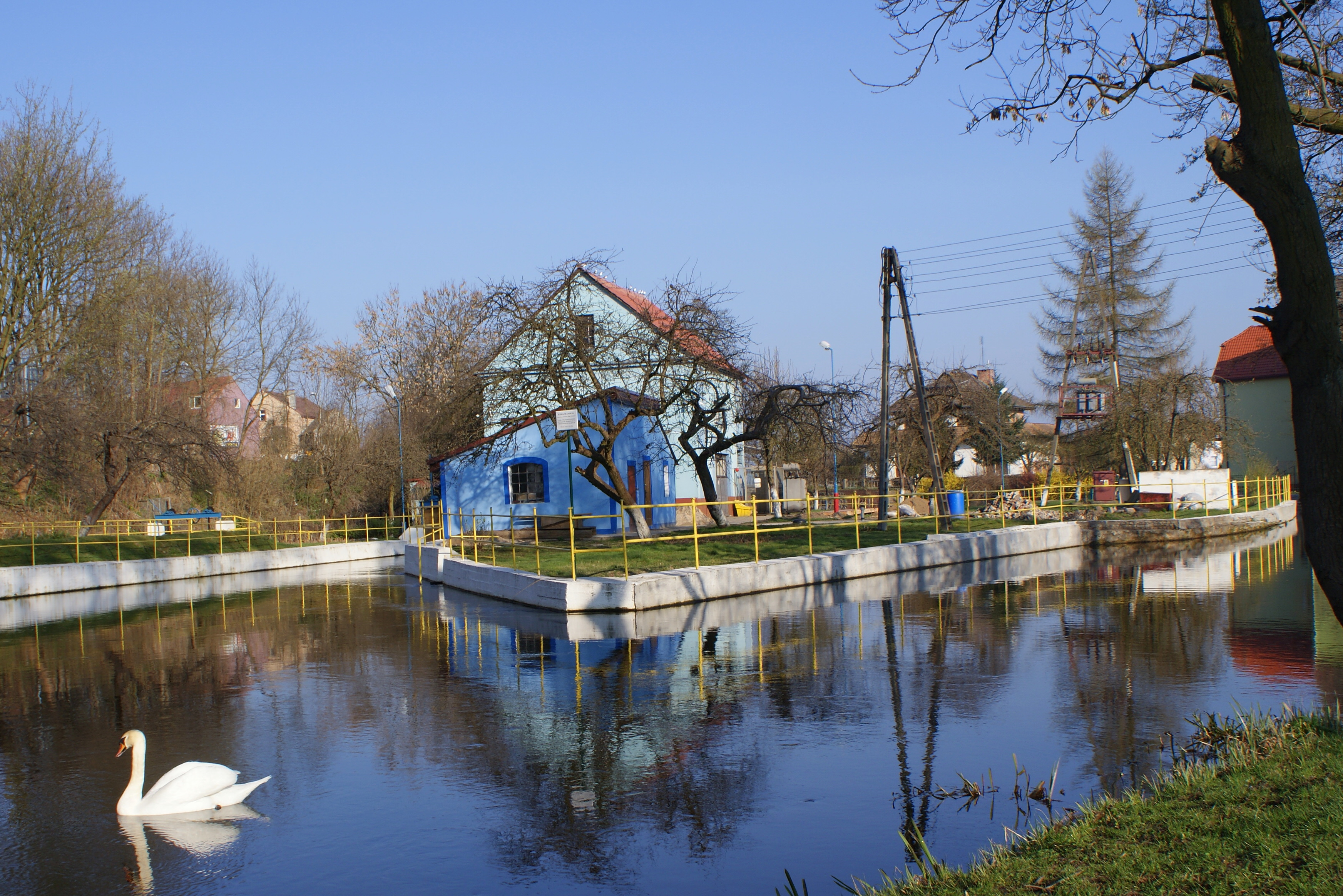
Młynówka przed elektrownią Trzebiatów I

Młynówka odchodzi od Regi od zachodniego brzegu i – podobnie jak ona – płynie w kierunku północnym pomiędzy nieużytkami i obszarem ogródków działkowych. Następnie przepływa przy południowo-wschodnich murach miejskich Starego Miasta i przy pałacu. Tuż za nim na Młynówce w 1927 roku uruchomiono małą elektrownię wodną "Trzebiatów I" o spadzie nominalnym 2,2 m. Zainstalowano w niej turbinę Francisa o mocy osiągalnej 155 kW. Elektrownia ta średnio w roku produkuje 900 MWh. Obiekt został wpisany do rejestru zabytków.
Młynówka odchodzi z elektrowni przy północno-wschodnich murach miejskich i płynie na północny zachód, gdzie łączy się z głównym biegiem Regi w północnej części Trzebiatowa.
Kanał Młynówki wykopano w XIV wieku, biegnie od koryta Regi na południe miasta do wyspy młyńskiej. Służył on wzmocnieniu obronności miasta oraz spiętrzeniu wody przy młynach. Młyny nad Młynówką funkcjonowały do XX wieku.
W 1921 roku na Redze wykonano dwuwęzłowy stopień wodny dla potrzeb produkcji energii elektrycznej. Powyżej zwartej zabudowy miasta wybudowano jaz rozdzielczy, który ma za zadanie stałe piętrzenie wody w rzece i kierowanie jej w części lub w całości do Młynówki, a także bezpieczny spływ na dolny bieg rzeki Regi wód powodziowych oraz nadmiaru wód bieżącego przepływu ponad wydatek kanału energetycznego. W 2002 roku tuż za węzłem wodnym na Redze uruchomiono małą elektrownię wodną "Trzebiatów II".

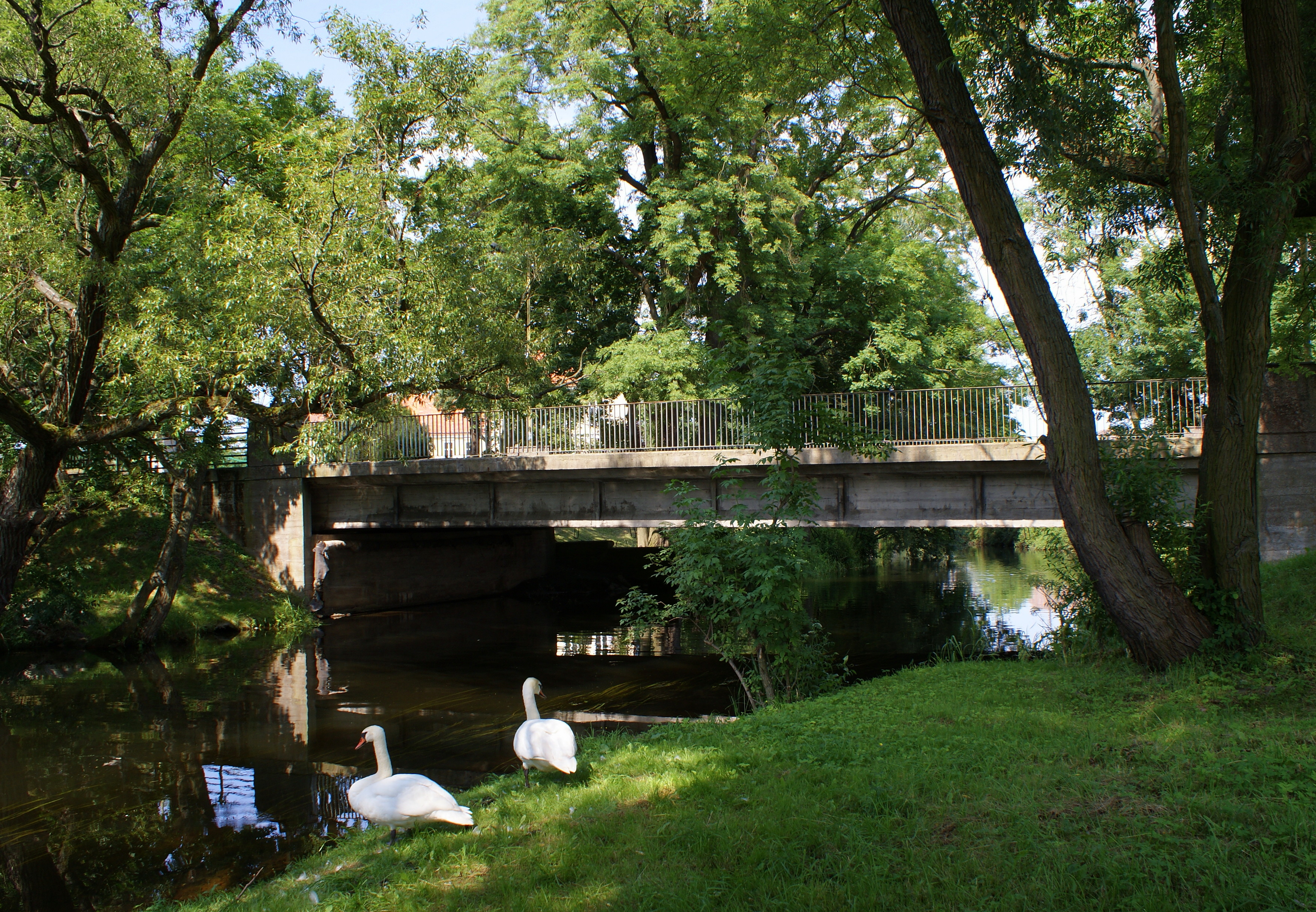
Most ulicy Dworcowej nad Młynówką

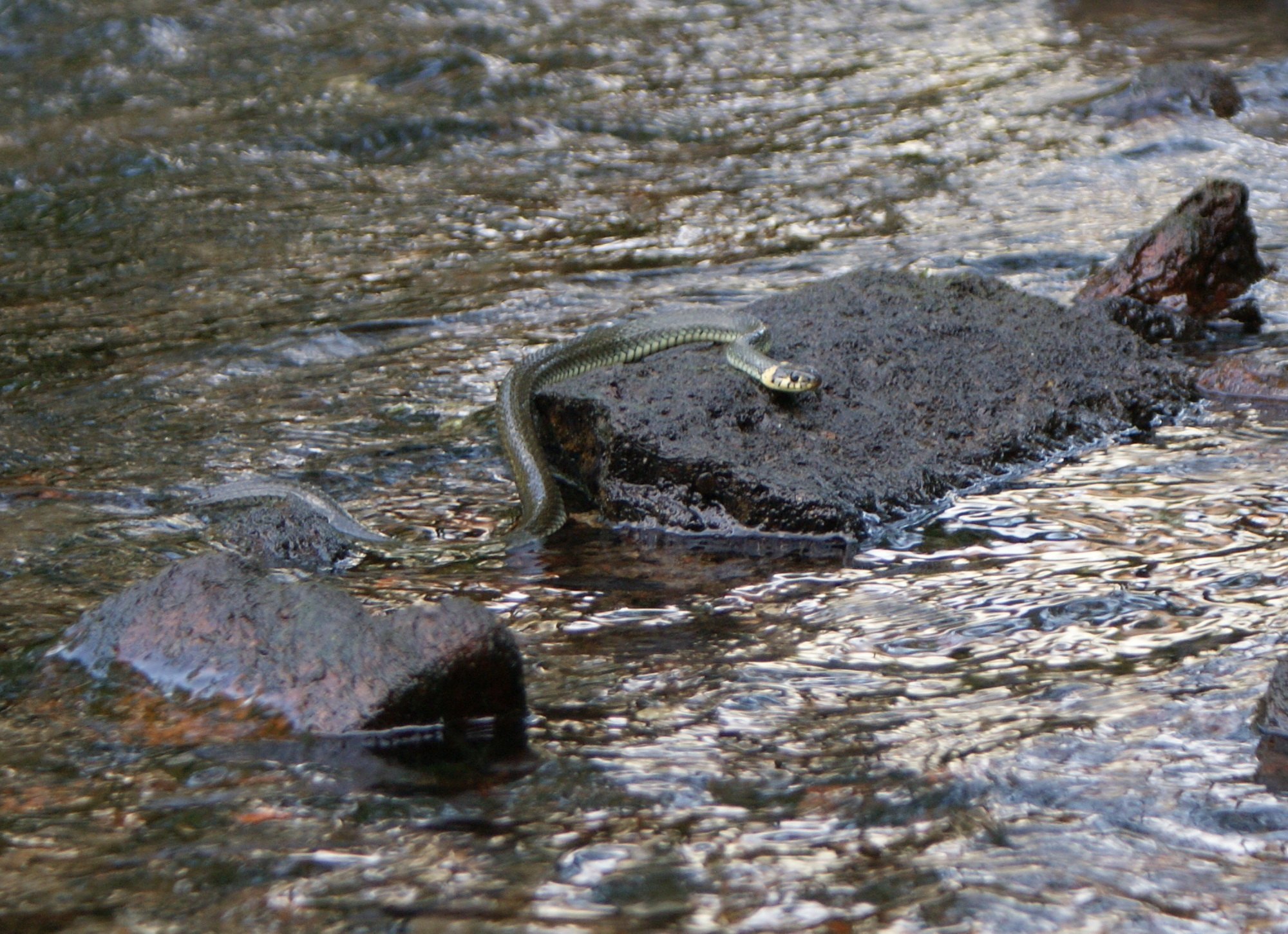
Zaskroniec w dolnym biegu Młynówki

Ponad Młynówką przechodzą trzy mosty. Pierwszy most linii kolejowej nr 402 znajduje się tuż za rozdziałem, przy południowych krańcach Trzebiatowa. Drugi most przechodzi w ciągu ulicy Dworcowej z placu Zjednoczenia. Trzeci most położony jest za elektrownią wodną i stanowi część drogi wojewódzkiej nr 102 i nr 109.